# Sender Europeu E12
El sender europeu de llarga distància E12 o sender E12 és un dels dotze senders europeus de llarga distància. Passa per Espanya, França, Itàlia, Eslovènia i Croàcia.
El sender E12 està actualment en construcció i es preveu que tingui una longitud de 1.800 km. S'ha completat una secció a Marina di Camerota, al sud de Nàpols, que permet als excursionistes experimentar el sender E12 abans que estigui totalment completat. El camí connectarà la costa mediterrània, així com les illes de Mallorca, Còrsega, Creta, Xipre, Malta i Sardenya.

## Espanya
El sender E12 a Espanya comença a Portbou i acaba a Tarifa. Passa per grans ciutats com Barcelona i Màlaga. El camí té una longitud de 772 quilòmetres i s'uneix al sender E7 a Tarifa.
Les organitzacions responsables de l'E12 a Espanya són: Federació d'Entitats Excursionistes de Catalunya; Federación Aragonesa de Montañismo; Federación de Deportes de Montaña, Escalada y Senderismo de Castilla y Léon; Federación Extremeña de Montañismo i Federación Andaluza de Montañismo.

## França
El sender E12 a França segueix principalment la costa, passant per les principals ciutats de Montpeller i Niça.
L'organització responsable de la ruta E12 a França és la Fédération Française de la randonnée pédestre (FFRP).

## Itàlia
El sender E12 encara està en construcció a Itàlia i moltes de les marques del sender encara no estan acabades. S'han creat seccions de marcatge a la zona que envolta l'Etna. Tanmateix, el tram més meridional del sender E12 a Itàlia encara no està acabat, ja que "no hi ha recursos econòmics per donar suport a les obres".
L'organització responsable del camí E12 a Itàlia és La Federazione Italiana Escursionismo (FIE Italia).

## Eslovènia
La ruta E12 a Eslovènia comença a Škofije (frontera amb Itàlia) i acaba a Sečovlje (frontera amb Croàcia). El camí segueix la ruta del sender de muntanya eslovè fins a Hrvatini i baixa fins a Ankaran. El sender E12 s'uneix al sender E6 a Belvedere i continua per la costa fins a arribar a la frontera entre Eslovènia i Croàcia. El camí E12 a Eslovènia té una longitud de 50 km, equivalent a "3 dies de caminada fàcil".
Les organitzacions responsables de la ruta E12 a Eslovènia són: Planinska zveza Slovenije/Associació Alpina d'Eslovènia i KEUPS (Komisija za evropske pešpoti v Sloveniji).

## Croàcia
La ruta E12 a Croàcia comença a Plovanija (a la frontera entre Croàcia i Eslovènia) i acaba a Poreč. El camí té una longitud de 59,4 quilòmetres i passa per la ciutat de Grožnjan. Croàcia utilitza un sistema de marcatge de senyals blaus E12 amb estrelles grogues, combinats amb marques blanques i vermelles per marcar clarament el sender E12.
L'organització responsable del sender E12 a Croàcia és l'Associació Croata d'Alpinisme.